# S-Bahn d'Allemagne centrale
Le S-Bahn d'Allemagne centrale (S-Bahn Mitteldeutschland) est un réseau au gabarit ferroviaire de transport en commun desservant l'aire urbaine de Leipzig et Halle-sur-Saale.

## Histoire
Les villes de Leipzig et de Halle-sur-Saale ont chacune inauguré un S-Bahn urbain en 1969 et les deux réseaux se sont développés séparément. En 2004, il y eut pour la première fois une jonction entre les deux réseaux qui en ont fait plus qu'un : le S-Bahn de Leipzig-Halle. Pendant les années 2010, une restructuration du réseau a eu lieu, avec une modernisation des voies et du matériel roulant, une prolongation et une multiplication des lignes et la construction d'un tunnel souterrain sous le centre-ville de Leipzig, le City-Tunnel. Ce nouveau réseau, qui a reçu le nom de S-Bahn d'Allemagne centrale a été inauguré le 15 décembre 2013.

## Les lignes
Le réseau est réparti entre les lignes suivantes depuis le 13 décembre 2015 :
| Ligne | Desserte | Tracé |
| ----- | --- | ----- |
|       | Leipzig Miltitzer Allee – Leipzig-Plagwitz – Leipzig-Gohlis – Leipzig-Central – Leipzig-Gare-de-Bavière – Leipzig-Stötteritz                                                             |       |
| S 11  | Leipzig Messe – Leipzig Nord – Leipzig-Central – Leipzig-Gare-de-Bavière – Leipzig-Stötteritz                                                                                            |       |
|       | Dessau – Bitterfeld – Delitzsch – Leipzig Messe – Leipzig-Central – Leipzig-Gare-de-Bavière – Leipzig-Connewitz (– Markkleeberg – Markkleeberg-Gaschwitz)                                |       |
|       | Halle-Trotha – Halle-Central – Schkeuditz – Leipzig-Gohlis – Leipzig-Central – Leipzig-Gare-de-Bavière – Leipzig-Connewitz – Markkleeberg – Markkleeberg-Gaschwitz – Borna – Geithain    |       |
|       | Hoyerswerda – Ruhland – Falkenberg (Elster) – Torgau – Eilenburg – Taucha – Leipzig-Thekla – Leipzig-Central – Leipzig-Gare-de-Bavière – Leipzig-Stötteritz – Wurzen (– Oschatz – Riesa) |       |
| S 5   | Halle-Central – Aéroport de Leipzig/Halle – Leipzig Messe – Leipzig-Central – Leipzig-Gare-de-Bavière – Leipzig-Connewitz – Markkleeberg – Altenburg – Zwickau-Central                   |       |
| S 5X  | Aéroport de Leipzig/Halle – Leipzig Messe – Leipzig-Central – Leipzig-Gare-de-Bavière – Leipzig-Connewitz – Markkleeberg – Altenburg – Zwickau                                           |       |
|       | Leipzig-Foire <>Geithain |       |
|       | Halle-Central – Halle-Neustadt – Halle-Nietleben |       |
|       | Lutherstadt Wittenberg/Dessau - Bitterfeld - Halle Hbf |       |
|       | Halle - Delitzsch ob Bf - Eilenburg |       |
|       | Halle-Trotha - Halle (Saale) Hbf |       |

La cadence horaire normale est de trente minutes sur chaque ligne. Elle peut être moins fréquente dans les branches externes comme Borna – Geithain (1h), Taucha – Hoyerswerda (2h),  Wurzen – Oschatz – Riesa (quelques passages par jour).
Dans les sections très populaires comme Leipzig-Messe – Leipzig-Central – Leipzig-Gare-de-Bavière – Markkleeberg-Gaschwitz (S2, S3, S5, S5X) and Leipzig-Nord – Leipzig-Central – Leipzig-Gare-de-Bavière – Leipzig-Stötteritz (S1 and S4), la fréquence horaire peut atteindre les cinq minutes aux heures de pointe.